# Nederland op het Eurovisiesongfestival 1958
Nederland deed mee aan het Eurovisiesongfestival 1958 en was tevens het gastland van deze editie.

## Nationaal Songfestival 1958
De NTS, de Nederlandse openbare omroep, koos Corry Brokken via het Nationaal Songfestival uit om Nederland te vertegenwoordigen met het liedje Heel de wereld. Het werd haar derde deelname aan het songfestival, want ook in 1956 en 1957 had ze Nederland al vertegenwoordigd.

## In Hilversum
Het Eurovisiesongfestival van 1958 werd gehouden op 12 maart in Hilversum. Nederland trad op als tweede van tien deelnemers, na Italië en voor Frankrijk. Na de stemming had Nederland 1 punt ontvangen, waarmee Corry Brokken (een jaar eerder nog winnares van het songfestival) op de laatste plaats eindigde.
België · Denemarken · Frankrijk · Italië · Luxemburg · Nederland · Oostenrijk · West-Duitsland · Zwitserland · Zweden
1956 · 1957 · 1958 · 1959 · 1960 · 1961 · 1962 · 1963 · 1964 · 1965 · 1966 · 1967 · 1968 · 1969 · 1970 · 1971 · 1972 · 1973 · 1974 · 1975 · 1976 · 1977 · 1978 · 1979 · 1980 · 1981 · 1982 · 1983 · 1984 · 1985 · 1986 · 1987 · 1988 · 1989 · 1990 · 1991 · 1992 · 1993 · 1994 · 1995 · 1996 · 1997 · 1998 · 1999 · 2000 · 2001 · 2002 · 2003 · 2004 · 2005 · 2006 · 2007 · 2008 · 2009 · 2010 · 2011 · 2012 · 2013 · 2014 · 2015 · 2016 · 2017 · 2018 · 2019 · 2020 · 2021 · 2022 · 2023 · 2024 · 2025